# Марьясов, Михаил Фомич
Марьясов, Михаил Фомич — советский металлург, лауреат Государственной премии СССР 1989 года.

## Биография
Закончил Сибирский металлургический институт. Работал на ЗСМК начальником доменного цеха, затем заместителем директора ЗСМК.Автор нескольких патентов.

## Награды
- Лауреат Государственной премии СССР